# Cathédrale de la Sainte-Trinité de Port-au-Prince
Cette  cathédrale ne doit pas être confondue avec une autre cathédrale de Port-au-Prince.
 D’autres cathédrales portent le nom de cathédrale de la Sainte-Trinité.
 (décembre 2023).
Si vous disposez d'ouvrages ou d'articles de référence ou si vous connaissez des sites web de qualité traitant du thème abordé ici, merci de compléter l'article en donnant les références utiles à sa vérifiabilité et en les liant à la section « Notes et références ».
La cathédrale de la Sainte-Trinité de Port-au-Prince était le principal lieu de culte de l'Église épiscopale d'Haïti, qui forme l'un des 110 diocèses de l'Église épiscopale des États-Unis (province II). Elle se trouvait à Port-au-Prince, capitale d'Haïti, à l'angle des rues Monseigneur-Guilloux et Pavée.
Construite entre 1924 er 1929, et connue pour son orgue Rieger (installé en 1961) et ses fresques murales intérieures qui représentaient divers scènes bibliques, la cathédrale fut entièrement détruite lors du tremblement de terre du 12 janvier 2010. 

## Fresques
Entre 1947 et 1950, l'évêque Alfred Voegeli demanda a huit artistes naïf haïtien de s'essayer à l'art de la fresque dans son église. Ce décor originale d'art naïf était constituée de fresques murales dans l’abside et les nefs latérales réalisées par:
- Philomé Obin, qui a peint deux fresques, dont "La Cène"[1] et la "Crucifixion"
- Castera Bazile, qui a peint trois fresques: "L’Ascension du Christ" dans l’abside, "Le Baptême du Christ" et "Le Christ expulse les changeurs d’argent du Temple" dans le transept nord[2]
- Rigaud Benoit, qui a peint "La Nativité"[3]
- Gabriel Leveque, qui a peint "L'Ascension"
- Adam Léontus, qui a peint "L'Annonciation"
- Wilson Bigaud, qui a peint "Les Noces de Cana"[1]
- Jasmin Joseph
- Préfète Duffaut[4]

Plus tard, d'autres artistes haïtiens, tels que Fernand Pierre, Auguste Toussaint, et Seymour Bottex ont contribué au décor.

## Tremblement de terre de 2010
La cathédrale de la Sainte-Trinité a été gravement endommagée lors du tremblement de terre de 2010 en Haïti, puis rasée. L'orgue de la cathédrale, considéré comme l'un des plus grands des Caraïbes, a été brisé par l'effondrement des débris lors du tremblement de terre.
Le complexe de la Sainte-Trinité, qui abritait des écoles professionnelles, des écoles primaires et des académies de musique, s'est aussi effondré lors de la catastrophe.
En mars 2011, Olsen Jean Julien et Richard Kurin, respectivement directeur du Centre de sauvetage de biens culturels et sous-secrétaire de la Smithsonian Institution annonçaient la reconstruction prochaine de la cathédrale, à laquelle sera associé un mémorial.